# 龙洞站 (济南地铁)
龙洞站（建设时工程名为龙洞庄站）是济南轨道交通3号线的地铁车站，是其南端终点站，位于中华人民共和国山东省济南市历下区龙洞街道二环南路快速路与龙鼎大道交叉口地下，2019年12月28日投入运营。

## 运营
地铁3号线在22:00运营结束后，会开行4列由机场南站发往本站的“大站快车”，本站为停车站和终点站，只出不进。到达本站时间分别为22:58、23:13、23:30和23:50。

## 车站构造
本站位于龙鼎大道下方，为地下二层岛式站台车站。站位紧邻大辛河，为3号线始发站。站址周边现状主要为孟家水库、港华燃气站、大辛河、锦屏家园小区，周边规划以公园绿地、居住用地、水域为主。
地下一层为站厅层，地下二层为站台层，有效站台宽度为11m。

## 出入口
车站共设置4个出入口。
| 編號                  | 指示                                               |
| --------------------- | -------------------------------------------------- |
| 出口 · A              | 龙鼎大道与二环南高架交叉口以北龙鼎大道路西(车站北) |
| 出口 · B              | 龙鼎大道与二环南高架交叉口以北龙鼎大道路东(车站北) |
| 出口 · C              | 龙鼎大道与二环南高架交叉口以北龙鼎大道路东(车站南) |
| 出口 · D · 升降机标志 | 龙鼎大道与二环南高架交叉口以北龙鼎大道路西(车站南) |
| 註： 設有             |                                                    |